# Augustin Schurff
Augustin Schurff (* 6. Januar 1495 in St. Gallen; † 9. Mai 1548 in Wittenberg; auch Augustin Schurpff) war ein deutscher Naturgelehrter und Mediziner.

## Leben
Als jüngerer Bruder des Hieronymus Schurff stammte Augustin aus einer angesehenen Familie der Stadt St. Gallen. Sein Vater Johann war dort und später in Biberach Arzt. Sein Großvater war der St. Gallener Bürgermeister Hans Schurff. Mit 14 Jahren ging er 1509 nach Wittenberg, wo er sich im Wintersemester an der Universität Wittenberg immatrikulierte. Am 18. März 1512 erwarb er das Baccaulaurat und am 30. Januar 1516 den Magistergrad der Sieben Freien Künste an der Artistenfakultät. Am 28. Mai 1517 fand er Aufnahme in den Senat der philosophischen Artistenfakultät, wurde im Wintersemester 1518 deren Dekan und bekam im selben Jahr die Professur für Logik und Physik übertragen.
Schurff hatte bereits mit medizinischen Studien begonnen und promovierte im Sommersemester 1518 zum Baccalaureus der Medizin. Nachdem Peter Burckhard seinen medizinischen Lehrstuhl verloren hatte, bewarb sich Schurff um diese Aufgabe – ebenso wie auch Stephan Wild. Man teilte den Lehrstuhl in praktische und theoretische Medizin und Schurff übernahm die theoretische Professur für ein Jahresgehalt von 50 Gulden. Um den akademischen Anforderungen gerecht werden zu können, promovierte er am 3. Juni 1521 zum Lizentiaten und am 12. Juni 1521 zum Doktor der Medizin. Die ersten Wittenberger Jahre Schurffs waren von materiellen Sorgen geprägt.
Diese materielle Situation änderte sich im Laufe der Jahre deutlich. 1525 verbesserten sich seine Einkünfte auf 80 Gulden, was bereits eine signifikante Steigerung darstellte. Im Jahr 1535 stieg sein Gehalt weiter auf 100 Gulden.
Die materielle Wende in Schurffs Karriere zeigt sich deutlich ab 1535, als sein Gehalt auf 150 Gulden angehoben wurde, zusätzlich zu seinem nicht bezifferten Einkommen als Leibarzt, welches direkt vom Hof bezahlt wurde. Dieses Gehalt, obwohl nicht auf dem Niveau der Spitzengehälter eines Martin Luther oder eines Philipp Melanchthon, die 200 Gulden beziehungsweise mehr erhielten, markierte dennoch eine deutliche Verbesserung gegenüber den Gehältern anderer Dozenten der Artistenfakultät, die zwischen 30 und 60 Gulden lagen.
Für die bisherige Lehrart der Heilkunde, die sich nur nach alten griechischen und römischen Klassikern abwickelte, war es geradezu revolutionierend, dass Schurff 1526 in Gegenwart aller Dozenten und Studenten der medizinischen Fakultät einen menschlichen Kopf sezierte. Schurff hat dann später noch ähnliche Zerlegungen des menschlichen Körpers durchgeführt. Er verfasste außerdem Traktate über„Theorie und Praxis einiger Krankheiten“ und über die Pest.
Aus seiner praktizierenden Tätigkeit ist bekannt, dass führende Männer in Wittenberg, wie Martin Luther, Philipp Melanchthon und Johannes Bugenhagen, sich von ihm als Arzt beraten und behandeln ließen. Melanchthon rühmte ihn als eine „Zierde der Leucorea“. Aufgrund seines Rufes wurde er am 27. August 1529 zum Leibarzt am kursächsischen Hof berufen und begleitete den damaligen Kurprinzen Johann Friedrich auf Reisen. Nachdem dieser Kurfürst geworden war, ernannte er ihn am 26. Januar 1533 zum kurfürstlichen Leibarzt und zum Leibarzt am anhaltischen Hof in Dessau, was am 18. Mai 1537 erneuert und verlängert wurde.
Diese Aufgaben hinderten ihn, seine Vorlesungen an der Universität im vollen Umfang zu halten. Dennoch übernahm er im Wintersemester 1518/19 das Dekanat der philosophischen Fakultät, in den Wintersemestern 1524, 1526, 1530, 1535, 1536 und im Sommersemester 1533 das Dekanat der medizinischen Fakultät. Auch stand er im Sommersemester 1525 und in den Wintersemestern 1537, 1545 als Rektor der Alma Mater sowie als Vizerektor im Sommersemester 1527 und Wintersemester 1527 an der Spitze der Universität. Obwohl Schurffs Zeit beschränkt war, widmete er sich auch schriftstellerischen Tätigkeiten, bei der er sich vor allem mit der Pest beschäftigte.
Sein Büchlein über die Anfangsgründe der Medizin wurde auch nach seinem Tod noch als Leitfaden für Vorlesungen verwendet. Schurff hatte sich im Laufe seiner Amtstätigkeit eine derart führende Stellung in der medizinischen Wissenschaft erarbeitet, wie sie auch sein Bruder unter den Juristen besaß. Die Ausübung seiner Praxis, dazu seine Professur (200 Gulden Jahresgehalt), brachten ihm steigenden Wohlstand, so dass er in Wittenberg mehrere ansehnliche Grundstücke erwerben konnte. Während des Schmalkaldischen Krieges floh Schurff aus Wittenberg. Er starb 1548 nach seiner Rückkehr in die Stadt. Auf dem Friedhof an der Wittenberger Stadtkirche, gegenüber dem Eingang zur Superintendentur, wurde er beerdigt.

## Familie
Schurff hatte sich im Herbst 1522 mit Anna (Agnes), der Tochter des Torgauer Bürgermeisters Matthäus Moschwitz (Muschwitz) verheiratet, die jedoch schon am 27. Januar 1540 starb. Durch diese Ehe war er mit Jakob Milich verschwägert. Daraufhin heiratete er Anna Krapp († 1547), eine Tochter des Wittenberger Gewandschneiders und Bürgermeisters Hieronymus Krapp (1469–1515). Ihre Schwester Katharina Melanchthon, geborene Krapp war mit Melanchthons  verheiratet. Diese verstarb aber bereits im Juli 1547.
Schurff hatte einige Töchter. Von ihnen sind bekannt: Seine älteste Tochter Magdalena (* 19. August 1531 in Wittenberg; † 3. Januar 1606) – diese ehelichte 1551 den verwitweten Lucas Cranach den Jüngeren; seine Tochter Margarethe heiratete am 25. September 1565 den Studenten Michael Dobergatz aus Berlin; Anna heiratete am 5. Februar 1566 den Magister Balthasar Rhau I. aus Naumburg, der später Professor der Theologie in Greifswald werden sollte.